# سرزمین‌های جنوبی و جنوبگانی فرانسه
| ردیف | نام جزیره              | مرکز | مساحت   | جمعیت در تابستان | جمعیت در زمستان | موقعیت              |
| ---- | ---------------------- | ---- | ------- | ---------------- | --------------- | ------------------- |
| ۱    | جزیره سن پل و آمستردام |      | ۶۱      | ۴۵               | ۲۵              |                     |
| ۲    | جزایر کروزت            |      | ۳۵۲     | ۴۵               | ۲۵              |                     |
| ۳    | کرگولن                 |      | ۷٬۲۱۵   | ۱۱۰              | ۷۰              |                     |
| ۴    |                        |      | ۴۳۲٬۰۰۰ | ۱۱۰              | ۳۰              |                     |
| ۵    |                        |      | ۳۸٫۶    | ۵۶               | ۵۶              |                     |
| ۶    | جزایر گلورئیز          |      | ۵       |                  |                 | شمال کانال موزامبیک |
| ۷    | جزیره ژوان دو نوا      |      | ۴٬۴     |                  |                 | مرکز کانال موزامبیک |
| ۸    |                        |      | ۰٬۲     |                  |                 | جنوب کانال موزامبیک |
| ۹    | جزیره اروپا            |      | ۲۸      |                  |                 | جنوب کانال موزامبیک |
| ۱۰   | جزیره ترومیلن          |      | ۰٬۸     |                  |                 | جنوب اقیانوس هند    |